# Jeong Hun
Jeong Hun (kor. 정훈; * 31. August 1985) ist ein südkoreanischer Fußballspieler.

## Karriere
Das Fußballspielen erlernte Jeong Hun in der Universitätsmannschaft der Dong-a University in Busan. Seinen ersten Vertrag unterschrieb er 2008 bei den Jeonbuk Hyundai Motors, einem Verein, der in der ersten Liga des Landes, in der K League, spielte. Von 2013 bis 2014 spielte er für Sangju Sangmu FC. Zu den Spielern des Vereins zählen südkoreanische Profifußballer, die ihren zweijährigen Militärdienst ableisten. 2016 wechselte er nach Thailand. Hier unterzeichnete er in Suphanburi einen Vertrag beim Erstligisten Suphanburi FC. Nach einem Jahr ging er wieder zurück in sein Heimatland und schloss sich dem Zweitligisten Suwon FC, einem Verein, der in Suwon beheimatet ist, an. 2018 wechselte er wieder nach Thailand. Hier stand er bis Ende 2019 beim Erstligisten PTT Rayong FC in Rayong unter Vertrag. Für Rayong absolvierte er 31 Erst- und Zweitligaspiele. Nachdem Rayong Ende 2019 bekannt gab, dass sich der Verein aus der Liga zurückzieht, war er ab Anfang 2020 vertrags- und vereinslos. Am 1. Juni 2021 nahm ihn der südkoreanische Verein Incheon Hon FC unter Vertrag.